# H to He, Who Am the Only One
H to He, Who Am the Only One je třetí studiové album britské progresivní rockové skupiny Van der Graaf Generator. Jeho nahrávání probíhalo během roku 1970 v londýnském studiu Trident Studios a jeho producentem byl, stejně jako u předchozích alb, John Anthony. Album vyšlo v prosinci 1970 u vydavatelství Charisma Records (UK) a Dunhill Records (USA).

## Seznam skladeb
| Pořadí         | Název                                                          | Autor                                         | Délka |
| -------------- | -------------------------------------------------------------- | --------------------------------------------- | ----- |
| 1.             | Killer                                                         | Peter Hammill, Chris Judge Smith, Hugh Banton | 8:24  |
| 2.             | House with No Door                                             | Hammill                                       | 6:37  |
| 3.             | The Emperor in His War Room“ 1. „The Emperor“ 2. „The Room     | Hammill                                       | 8:15  |
| 4.             | Lost 1. „The Dance in Sand and Sea“ 2. „The Dance in the Frost | Hammill                                       | 11:17 |
| 5.             | Pioneers Over c.                                               | Hammill, David Jackson                        | 12:42 |
| Celková délka: | Celková délka:                                                 | Celková délka:                                | 47:15 |

## Obsazení
- Peter Hammill – zpěv, kytara, klavír
- Hugh Banton – varhany, klavír, zpěv, baskytara, oscilátor
- Guy Evans – bicí, perkuse, tympány
- David Jackson – altsaxofon, tenorsaxofon, barytonsaxofon, flétna, zpěv
- Nic Potter – baskytara
- Robert Fripp – kytara v „The Emperor in His War Room“